# الألب

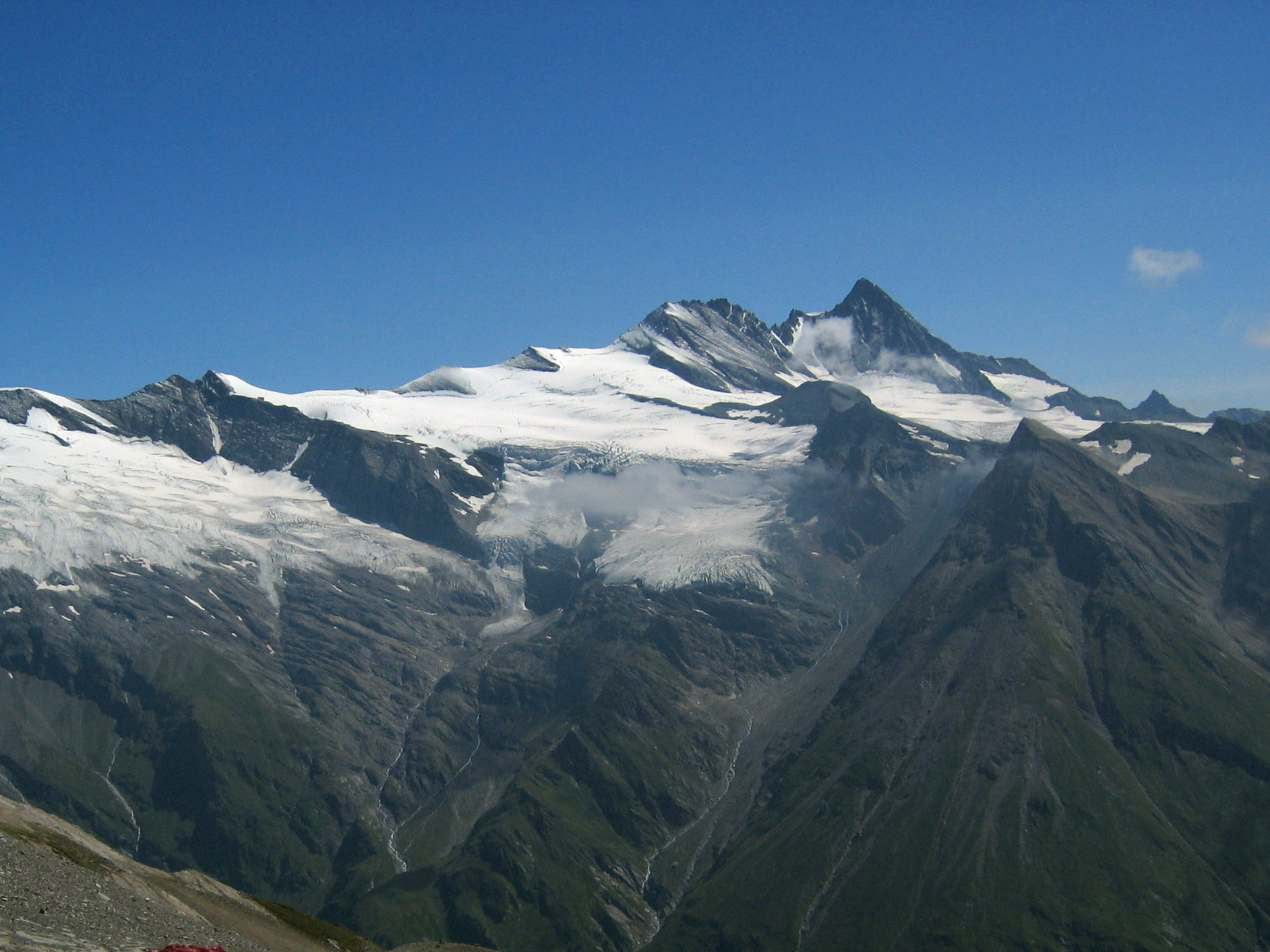
غروسغلوكنر، جنوب سالزبورغ، النمسا

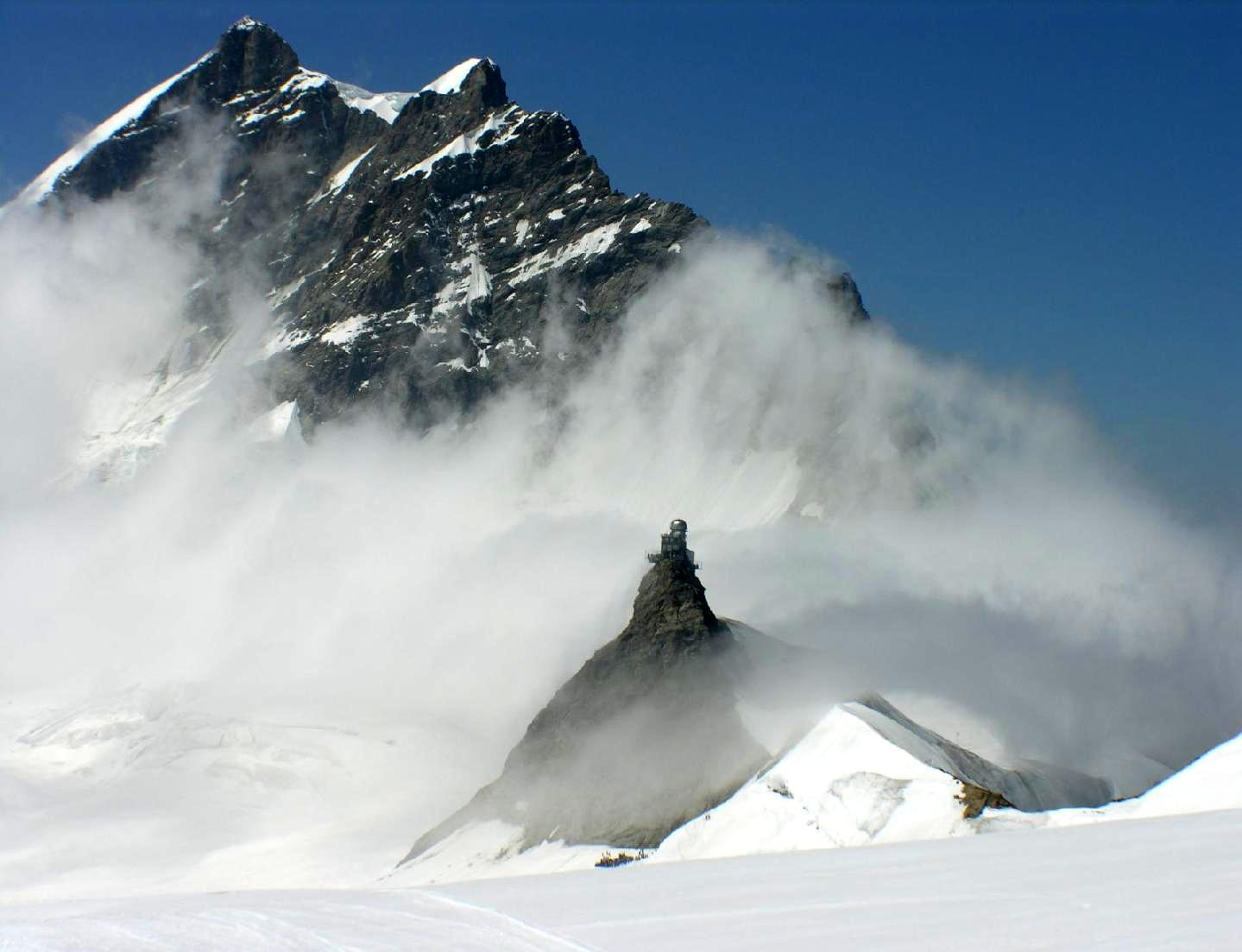
تكون الغيوم على قمة جانغفراوجوخ، جبال الألب في بيرن

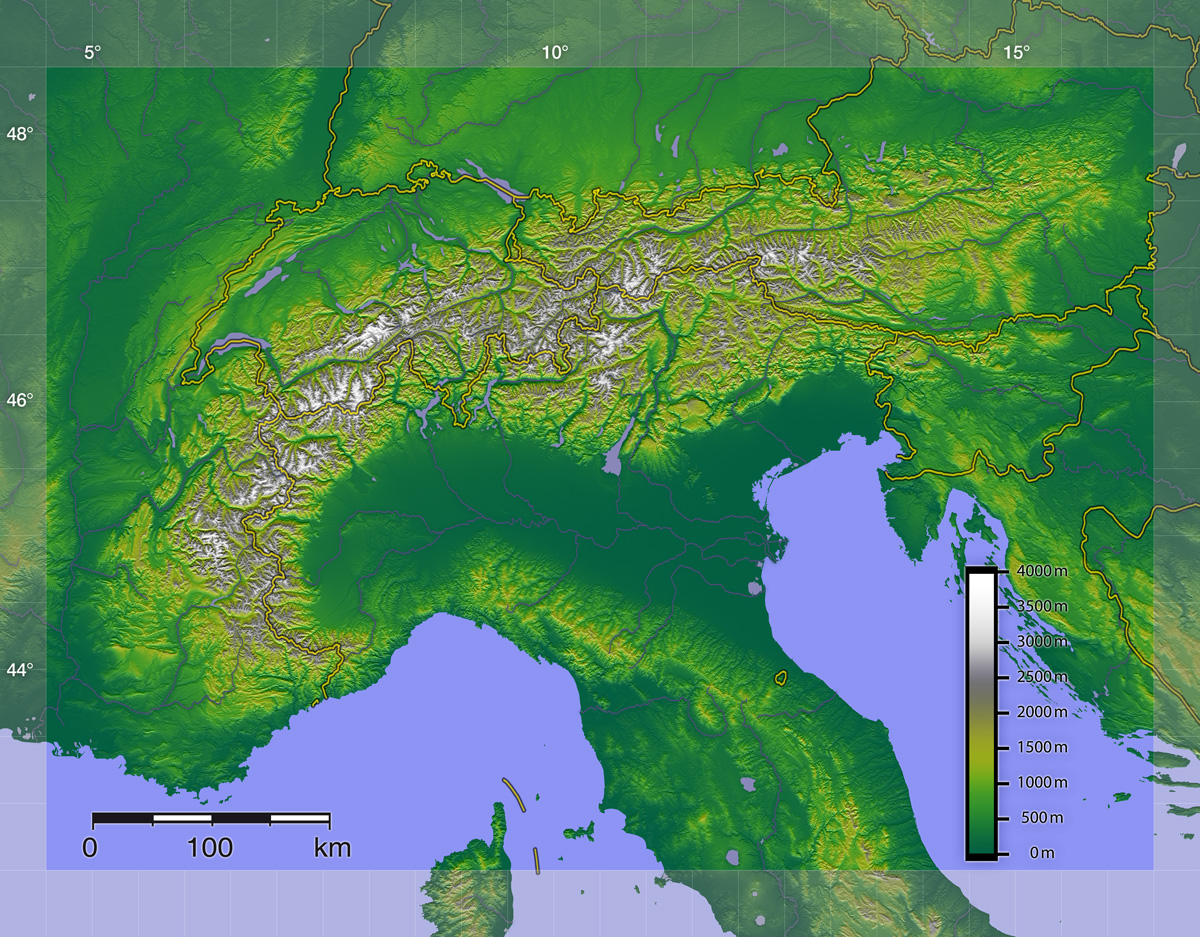
خريطة جبال الألب مع الحدود الدولية للدول المحيطة بالجبال

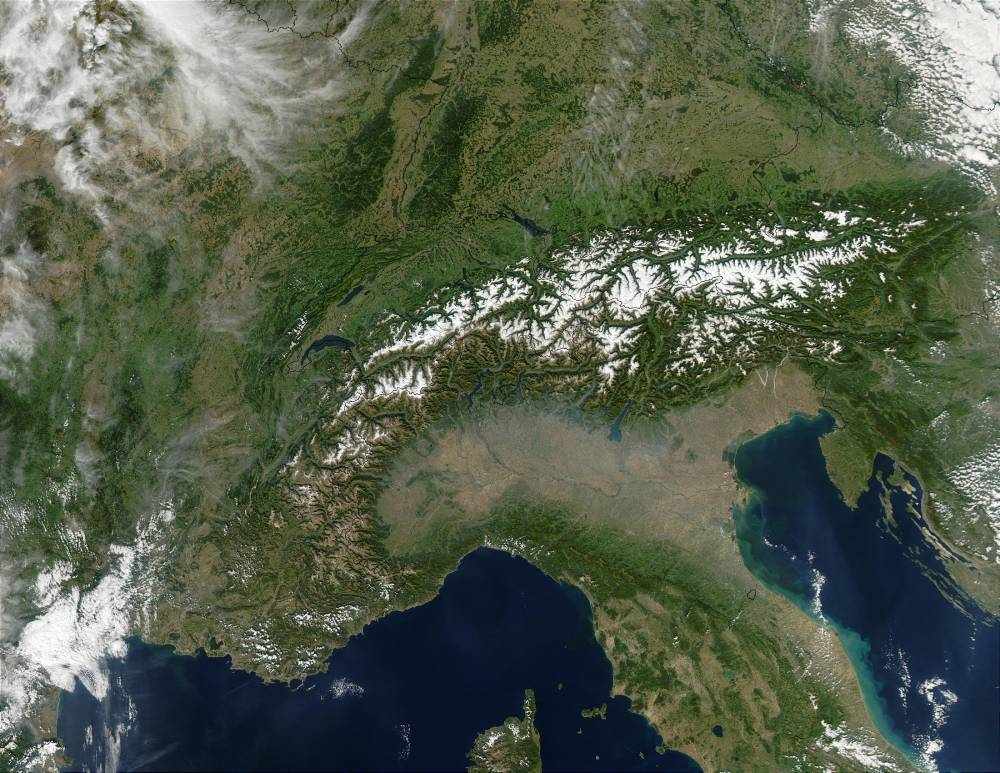
صورة فضائية لجبال الألب

 جبال الألب (بالإيطالية: Alpi)، (بالفرنسية: Alpes)، و(بالألمانية: Alpen) هي سلسلة جبال في أوروبا تمتد من النمسا وسلوفينيا شرقاً، مروراً بإيطاليا وسويسرا وليختنشتاين وألمانيا وحتى فرنسا غربا
. وكلمة ألب تعني أبيض باللغة اللاتينية. أعلى قمة في سلسلة الألب هي قمة مون بلون أي القمة البيضاء الواقعة على الحدود الفرنسية-الإيطالية ويبلغ ارتفاعه 4810 متراً.

## الجغرافيا
يوجد في شمال جبال الألب مجموعة من الهضاب أهمها :
هضبة جبال الكتلة المركزية وهضبة بافاريا في ألمانيا، وتبرز أهمية هذه الهضاب للرعي والتعدين، كما توجد فيها بعض المناطق الغابية المتفرقة.

## القمم المشهورة
يقسم الخط الواصل بين بحيرة كومو وبحيرة كونستانس جبال الألب إلى قسمين غربي وشرقي. القسم الغربي يقع في فرنسا وإيطاليا وسويسرا. ويتميز هذا القسم بكون قممه أعلى ارتفاعاً لكن السلسلة الجبلية أقصر مسافةً. أعلى القمم في الجزء الغربي هي قمة مونت بلانك (4810 متر) وقمة دفورسبيتز (4638 متر). بينما يقع القسم الشرقي من الجبال في إيطاليا والنمسا وسويسرا وألمانيا وليختنشتاين وسلوفينيا. وأعلى قمة هي بيز بيرنينا (4049 متر) وأورتلر (3905 متر)

## الجيولوجيا
تشكلت جبال الألب مُنذ حوالي 30 مليون سنة، تحت تأثير قوى الضغط بين الصفيحة الأفريقية والصفيحة الأوروآسيوية حيث حدث اصطدام للصفيحتين، فانزلقت الصفيحة الأفريقية تحت الصفيحة الأوروآسيوية وهذا ما تسبب في تكون جبال الألب.

## المناخ
بارد في الشتاء مع وجود الثلوج في قمم هذه الجبال وفي الصيف الجو معتدل

## الحياة البرية النباتية

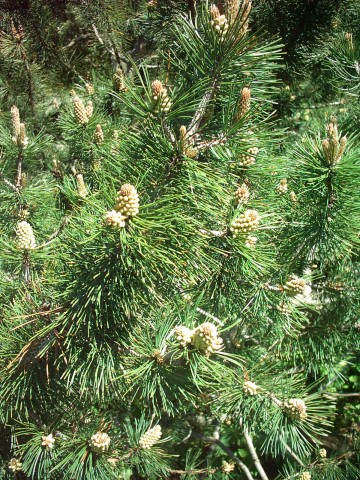
صنوبر موغو
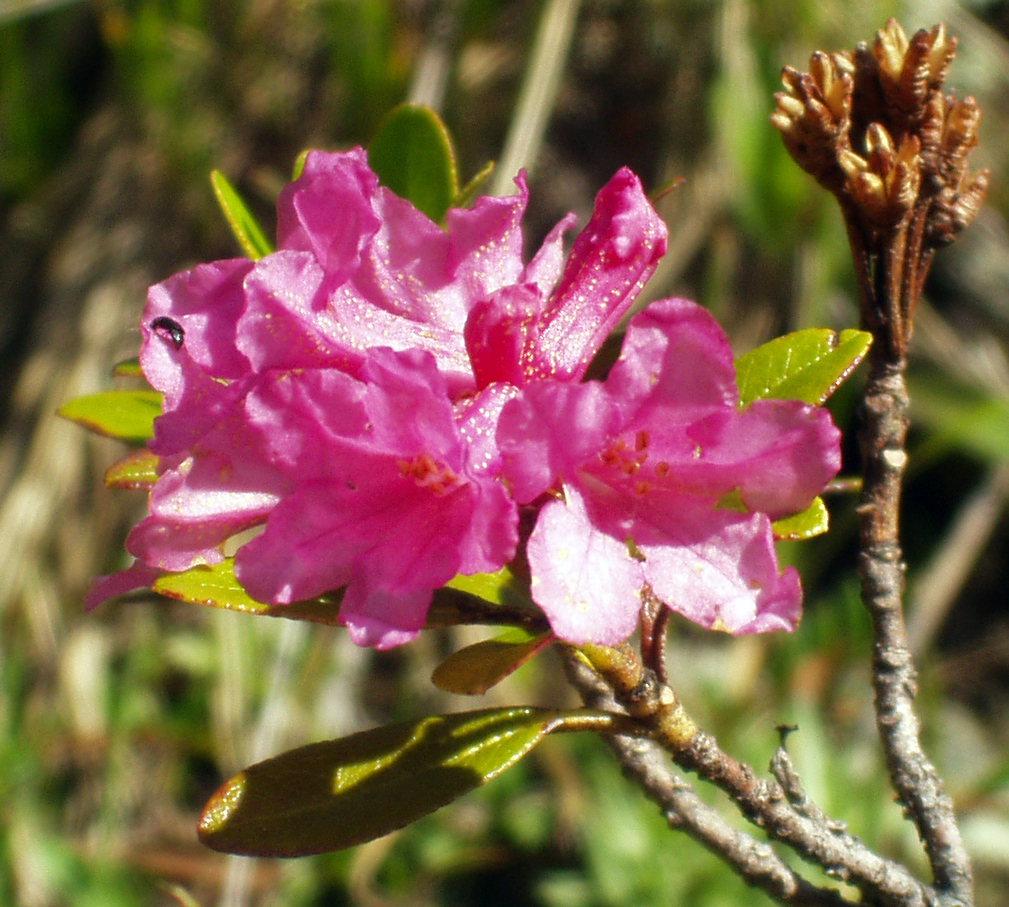
غار وردي  [لغات أخرى]‏
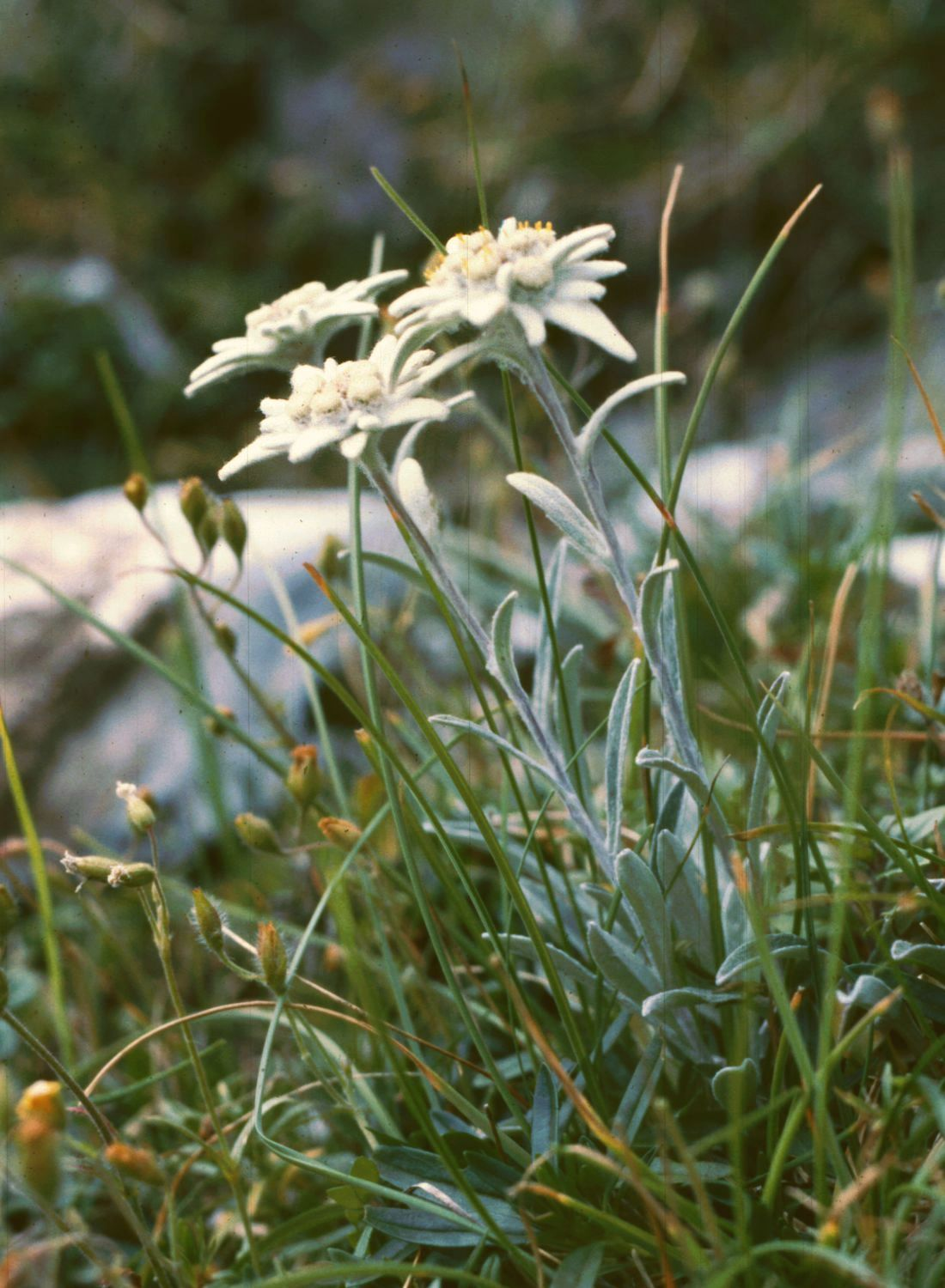
إديلويس
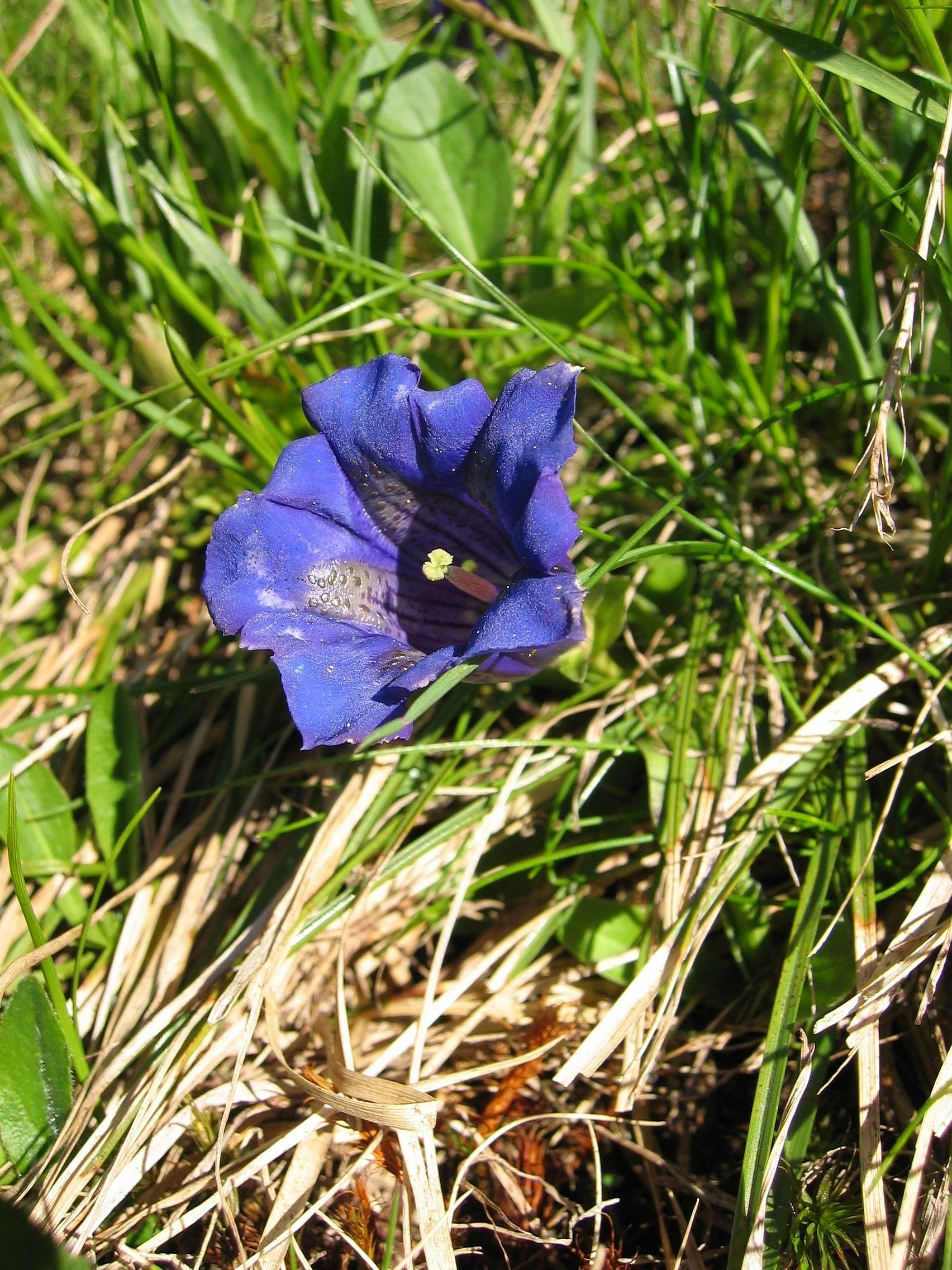
Gentiana acaulis
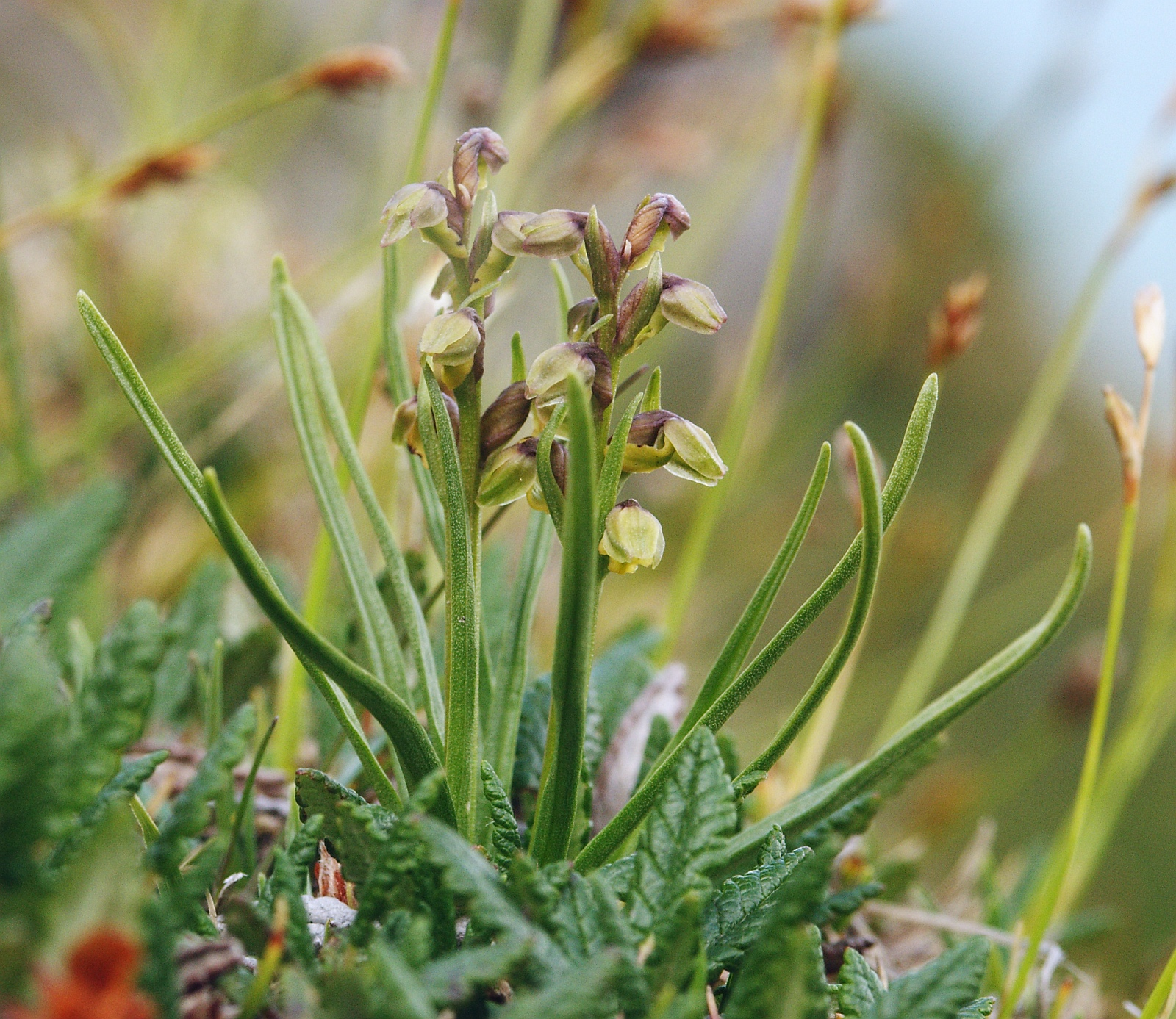
Chamorchis alpina
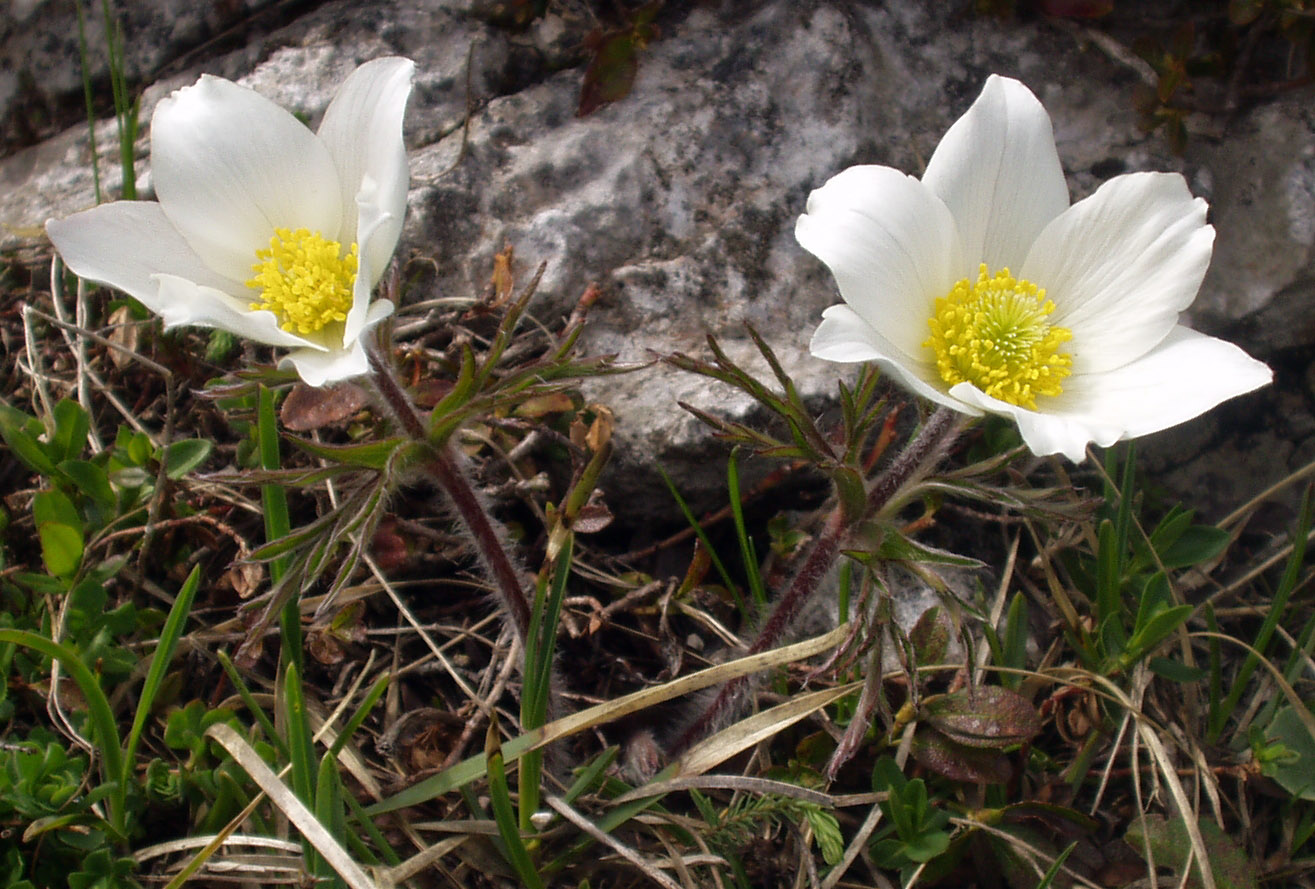
Pulsatilla alpina
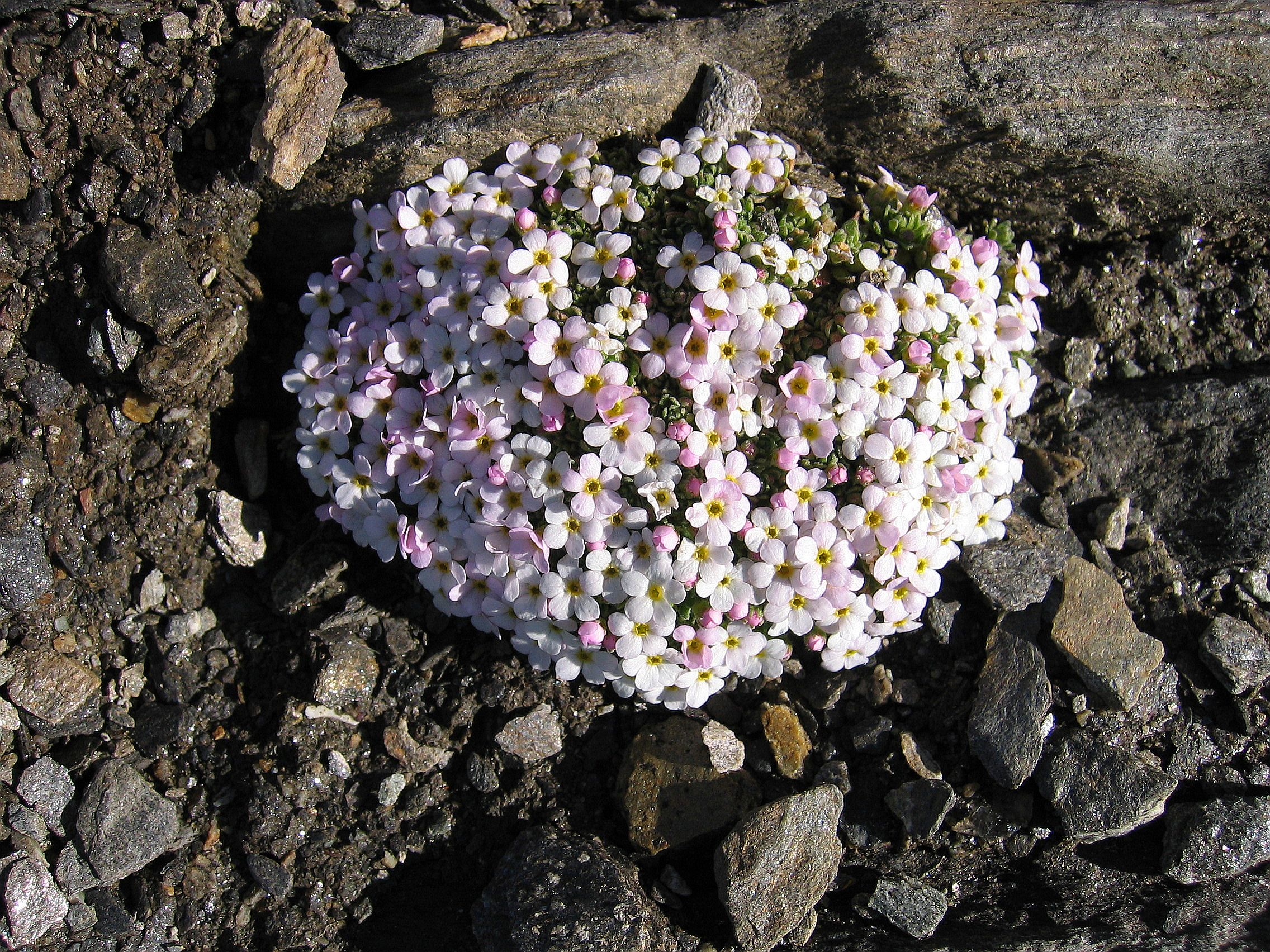
رقاقس ألبي
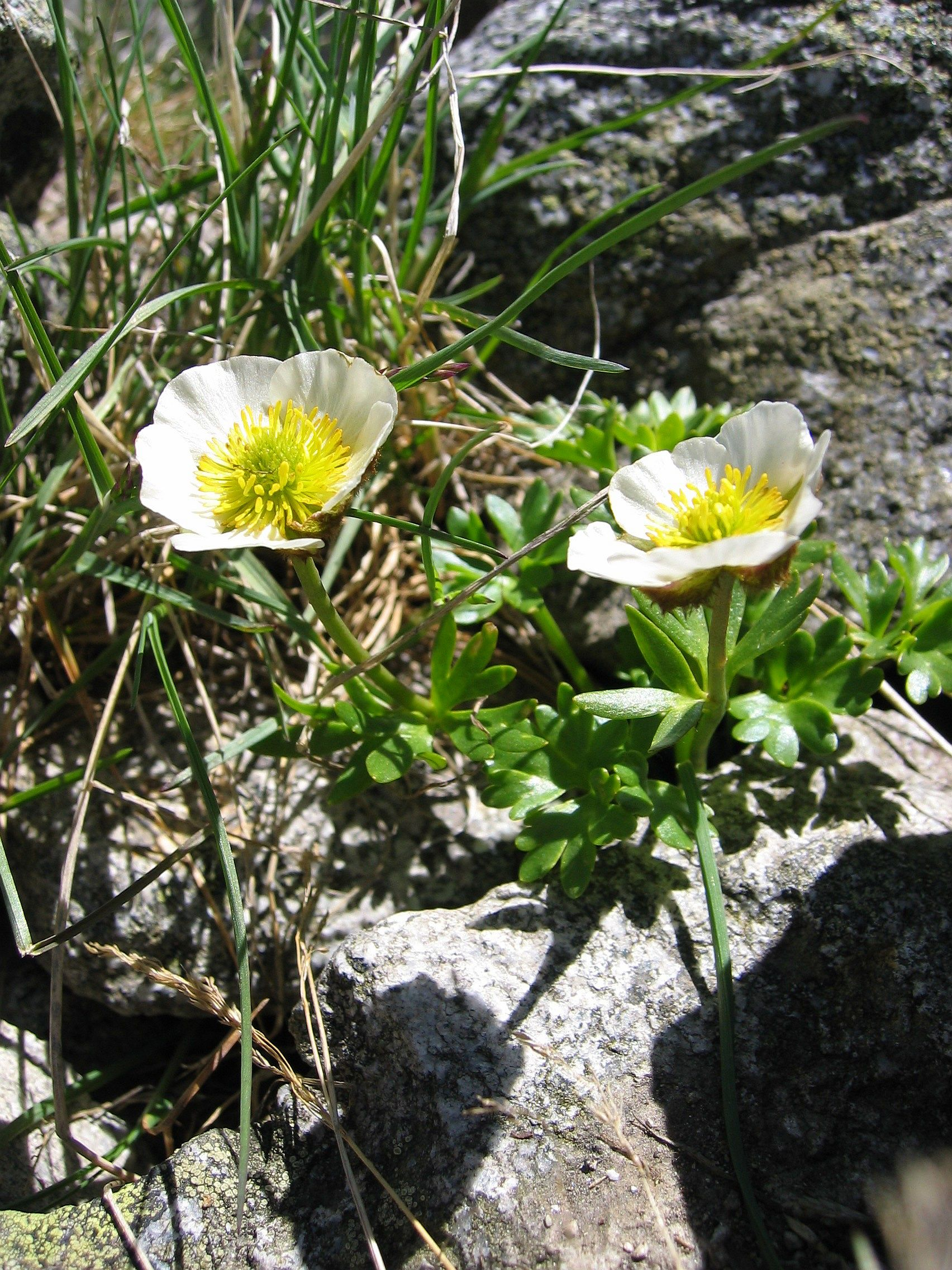
حوذان جليدي

## الحياة البرية الحيوانية

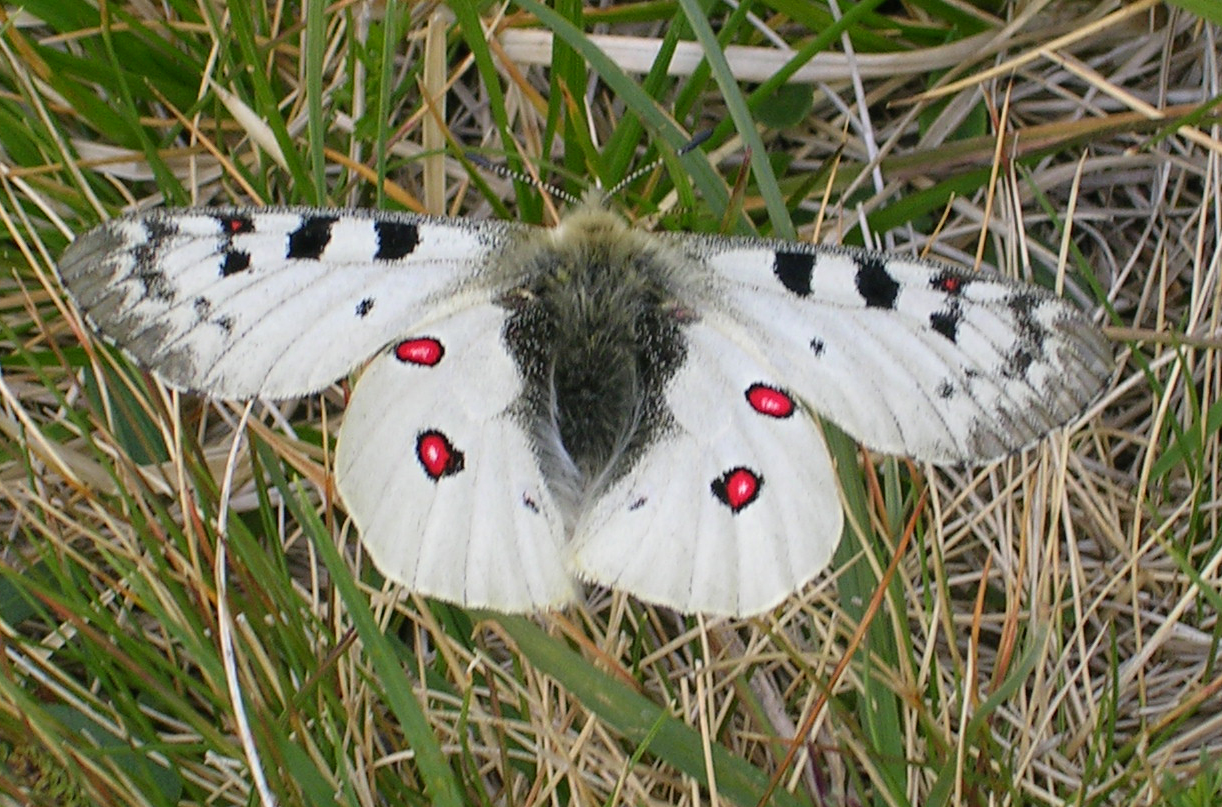
فراشة أبولو ألبية
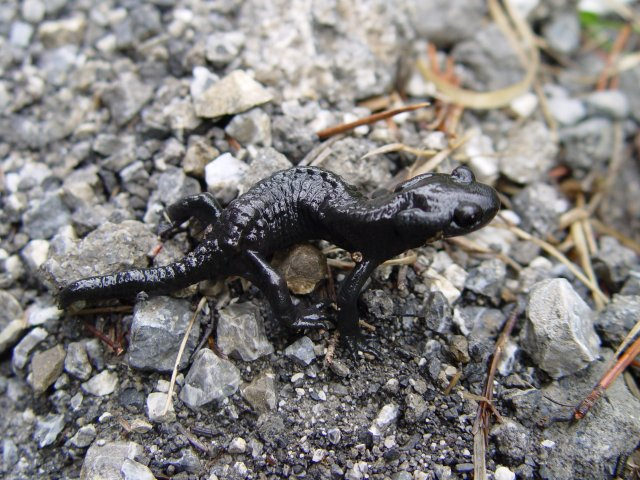
سلمندر ألبي
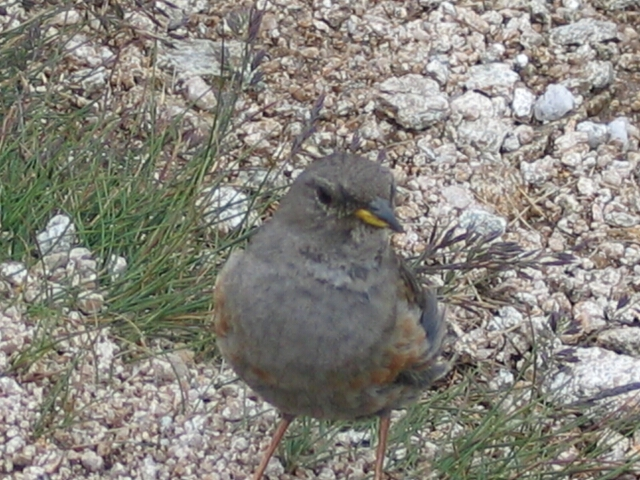
عصفور الشوك الصنوبري
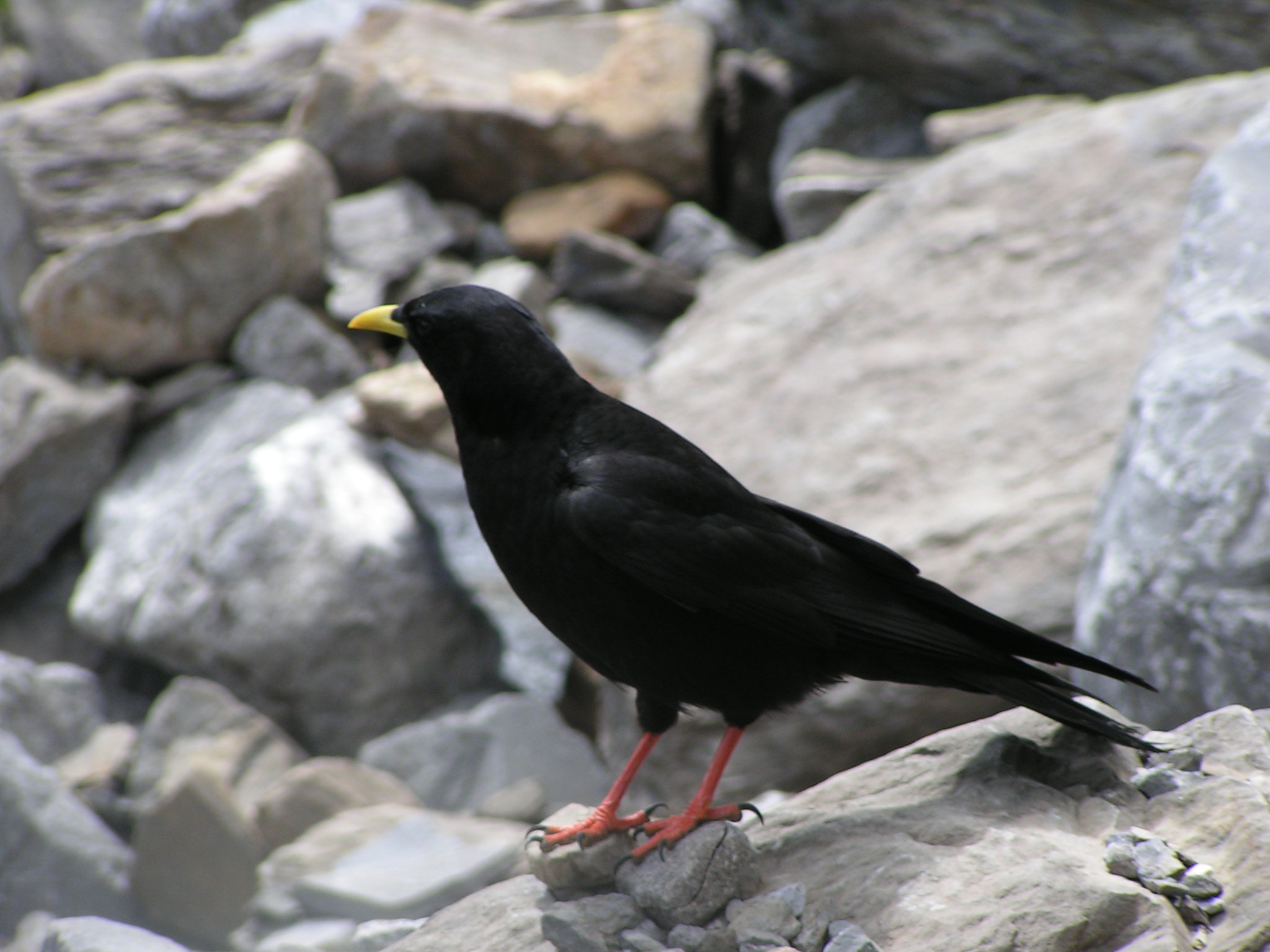
زمت ألبي
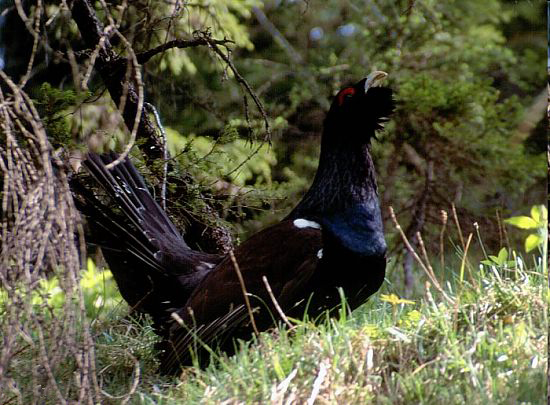
ديك الخلنج الغربي
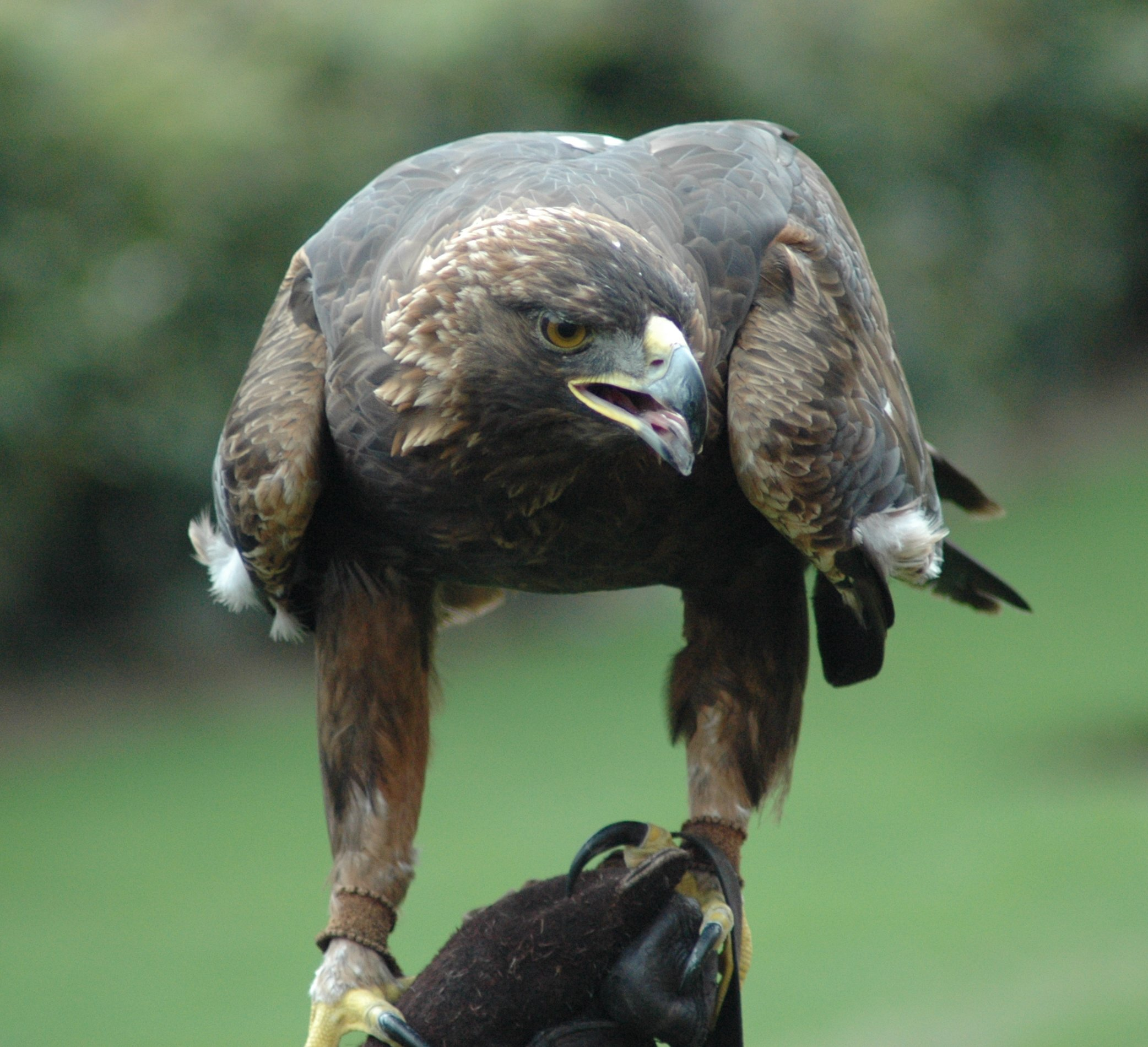
عقاب ذهبية
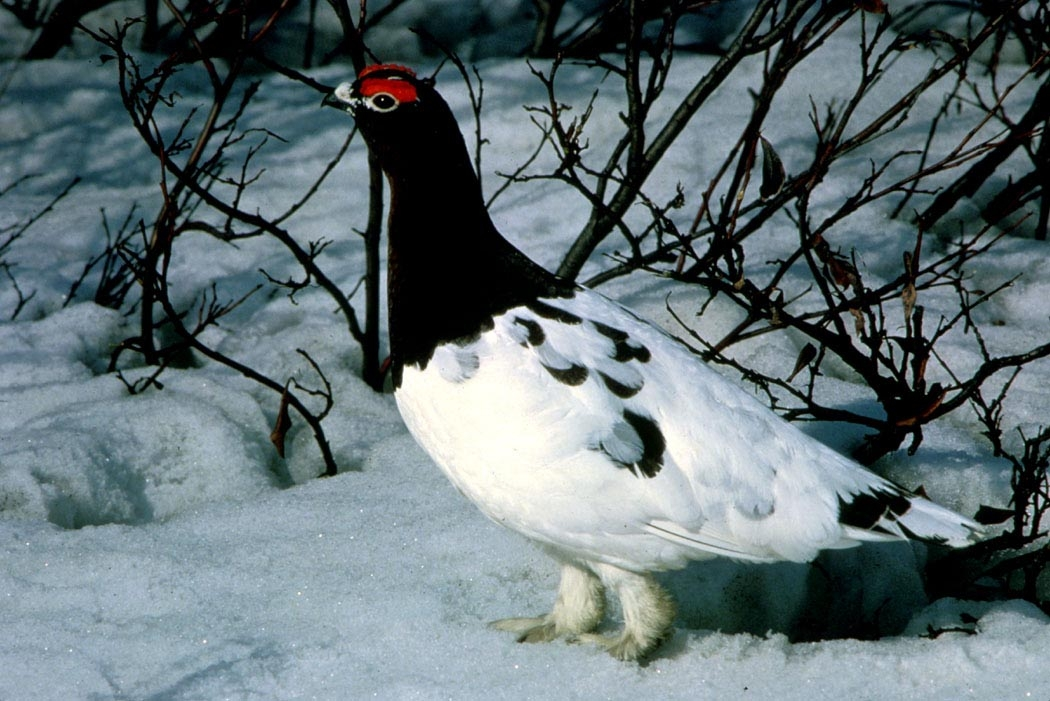
ترمجان
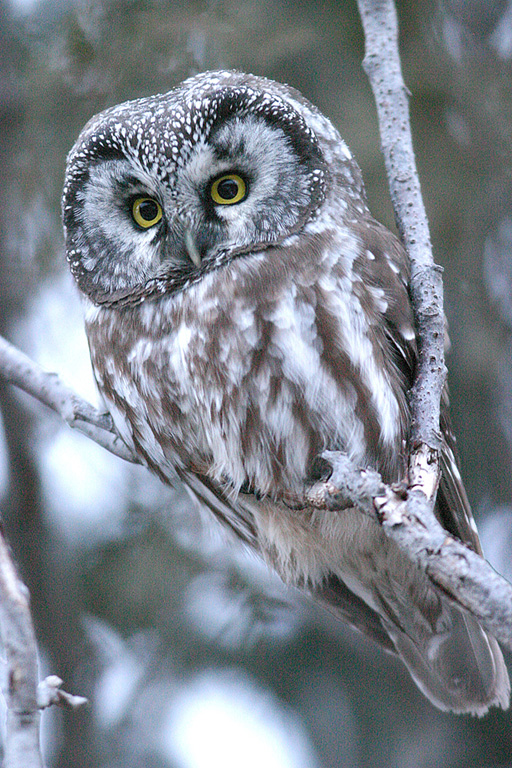
بومة تنغمالم
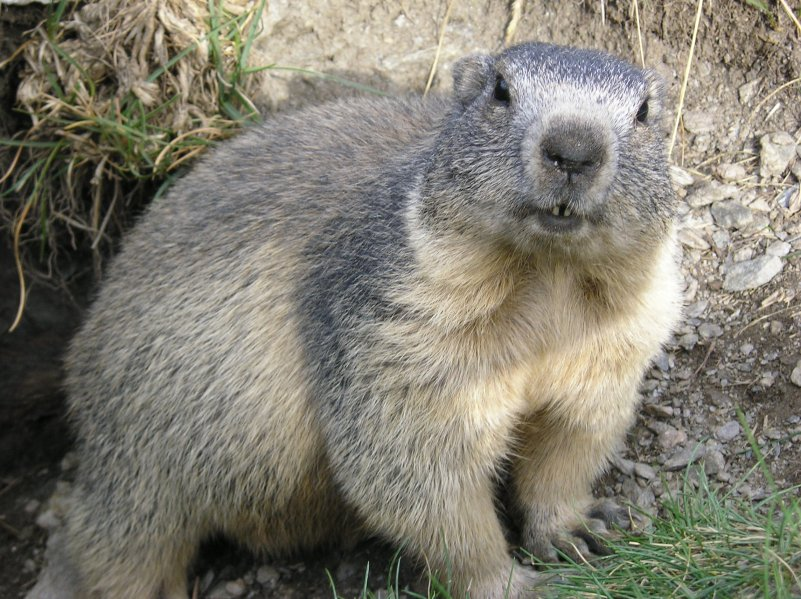
مرموط ألبي
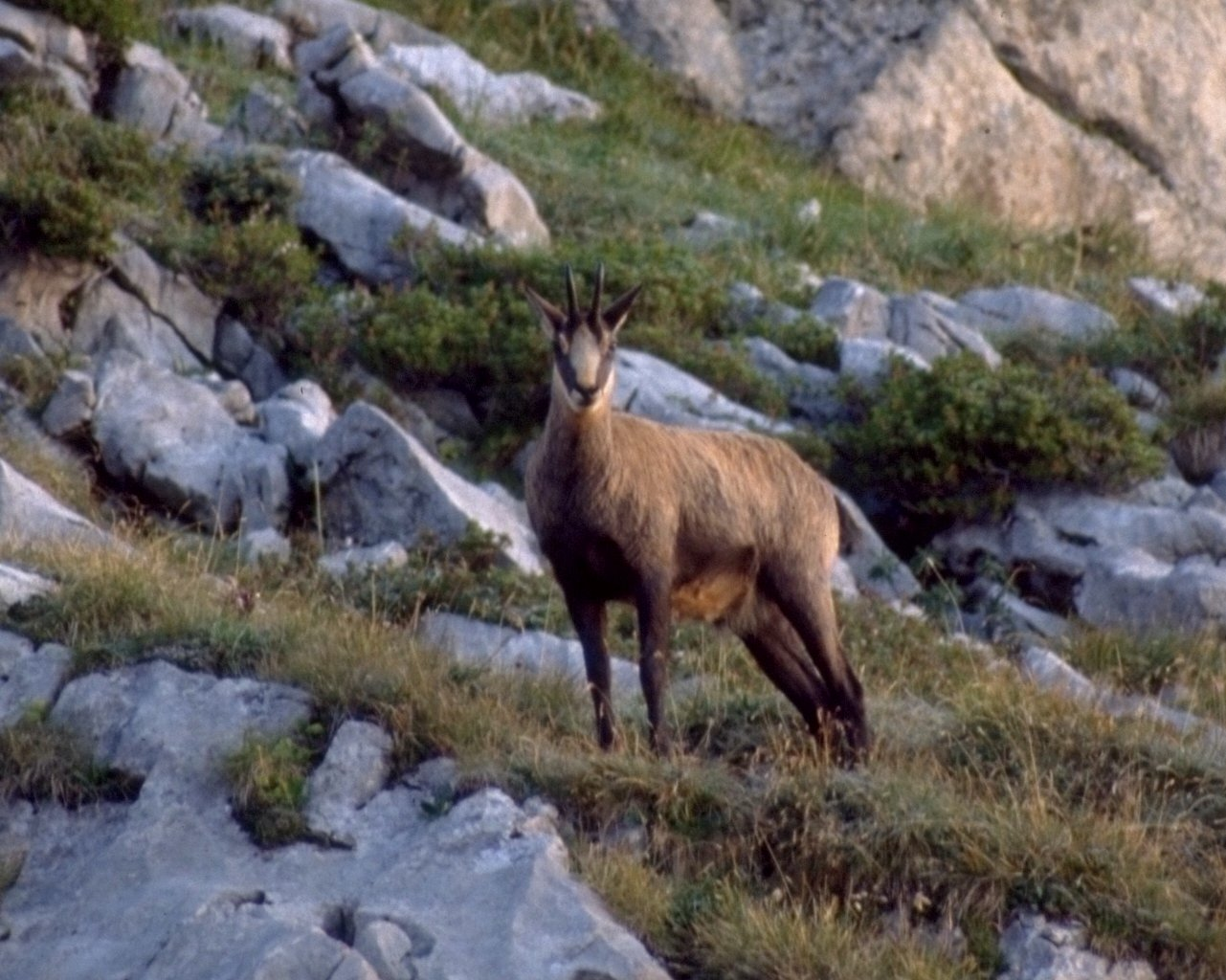
شامواه
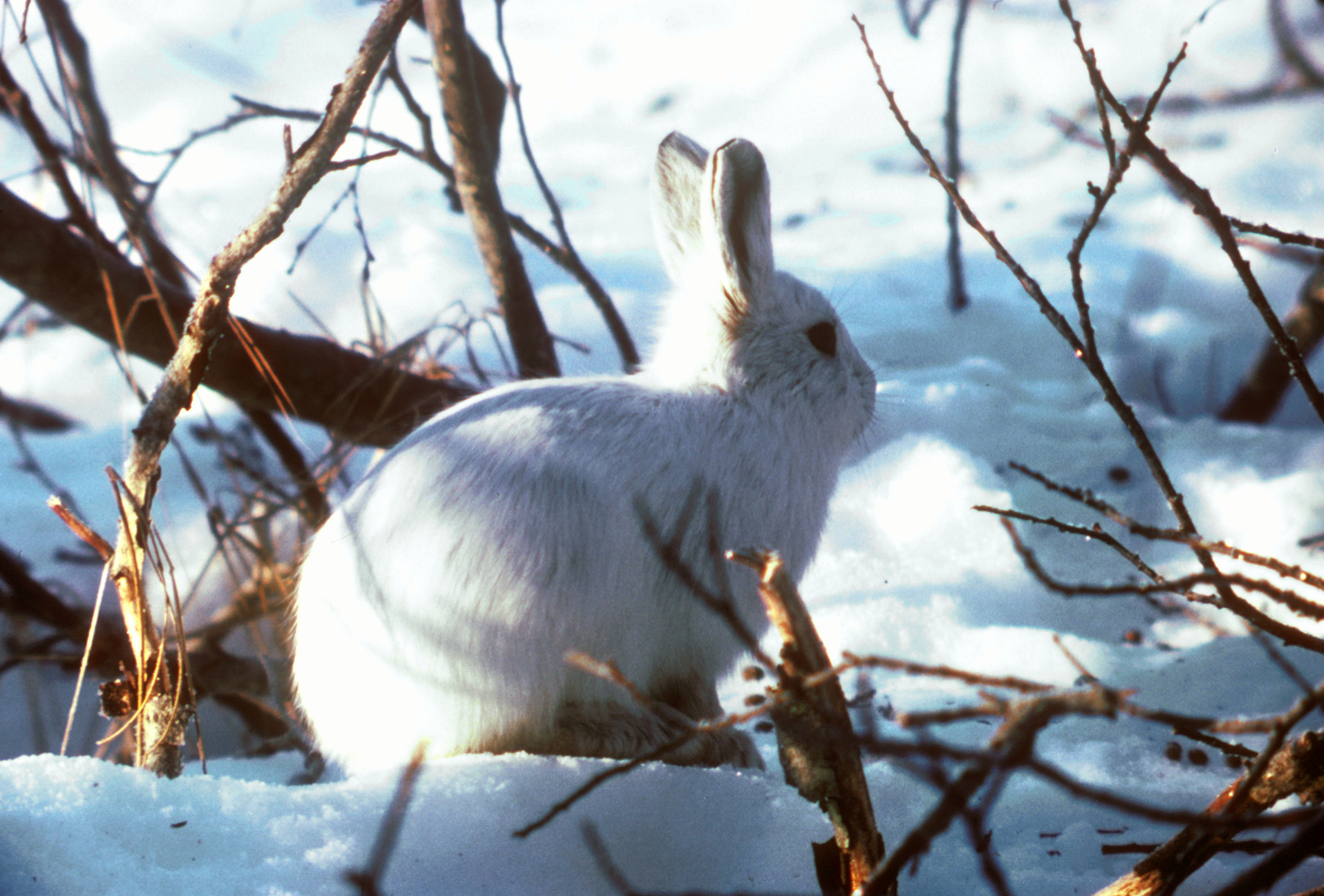
أرنب الجبل البري

## معرض الصور

مناطق مختلفة من جبال الألب
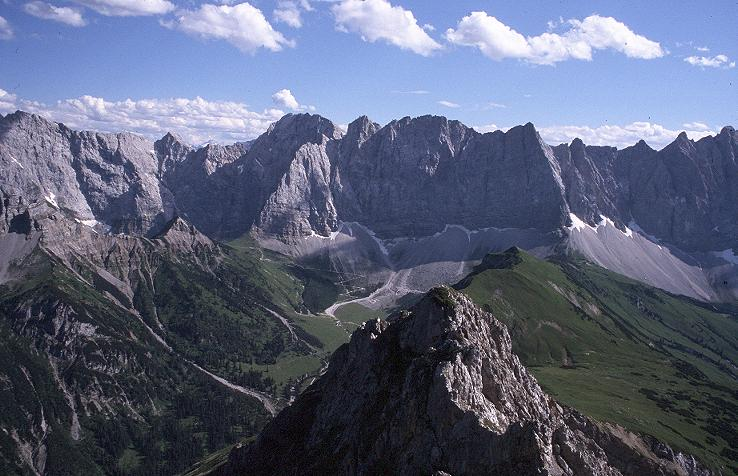
جبال الألب الشمالية الشرقية: كارويندل
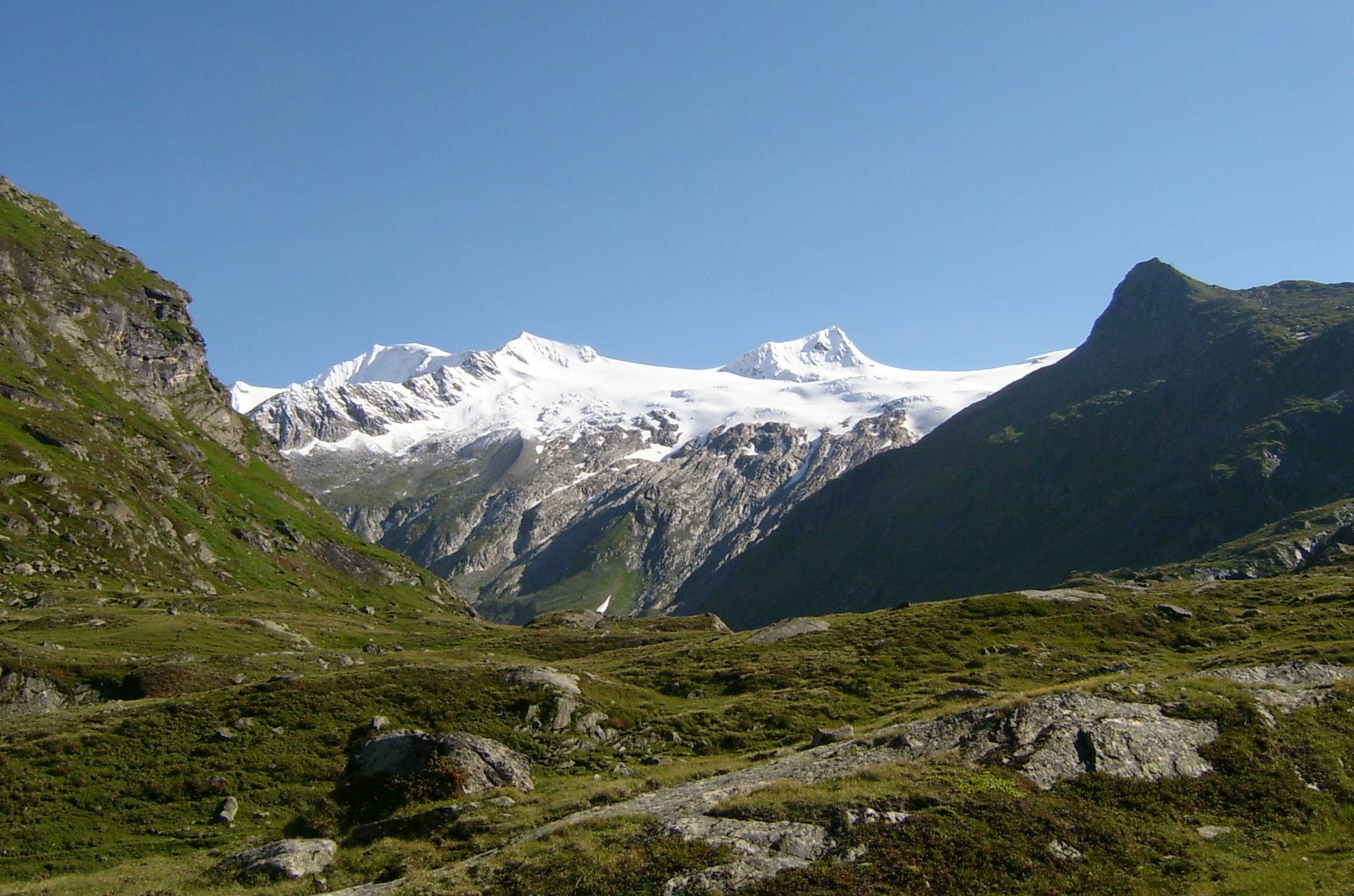
اواسط جبال الألب: جروسفينديجر
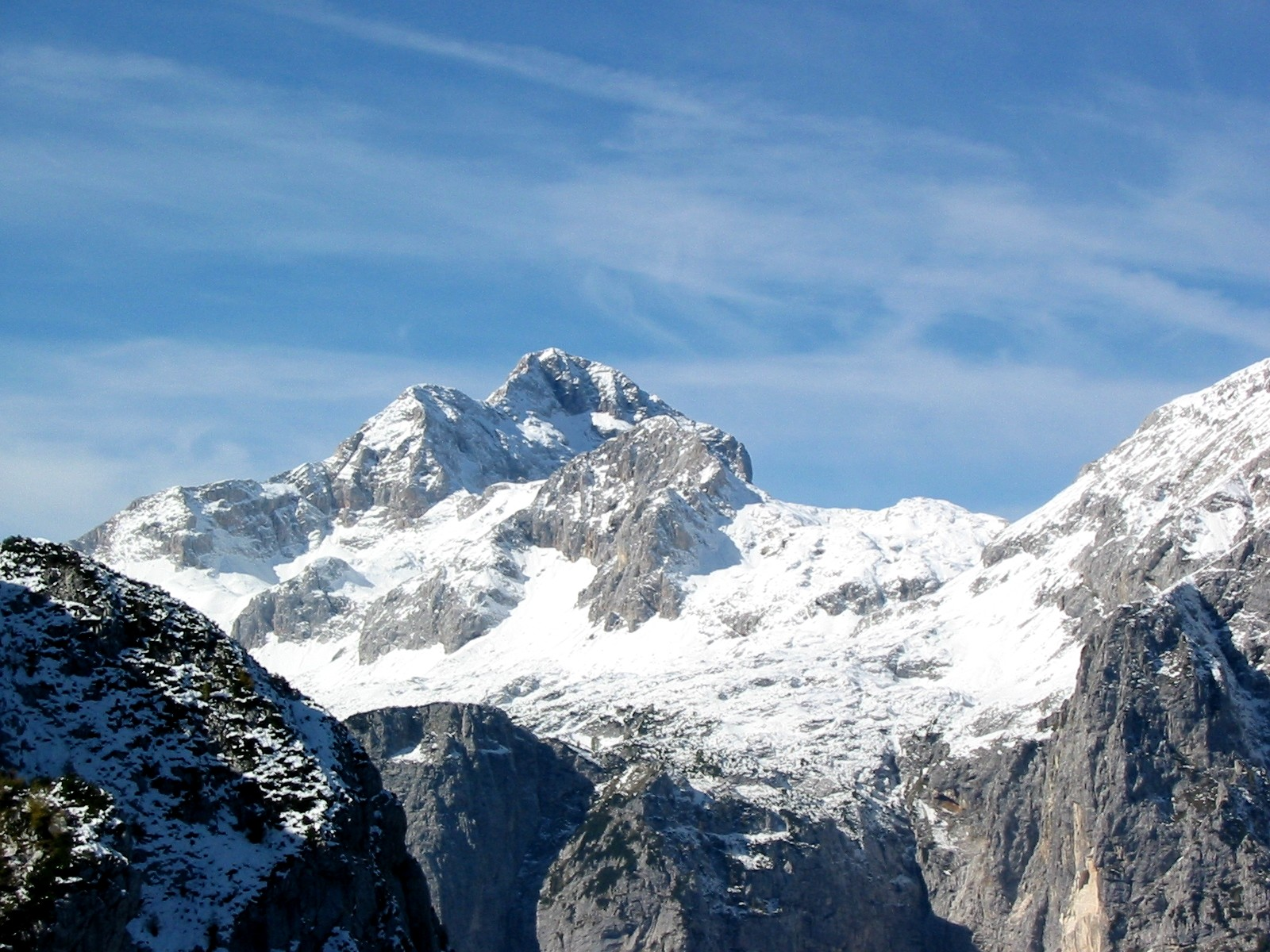
جبال الألب الجنوبية: تريجلاف
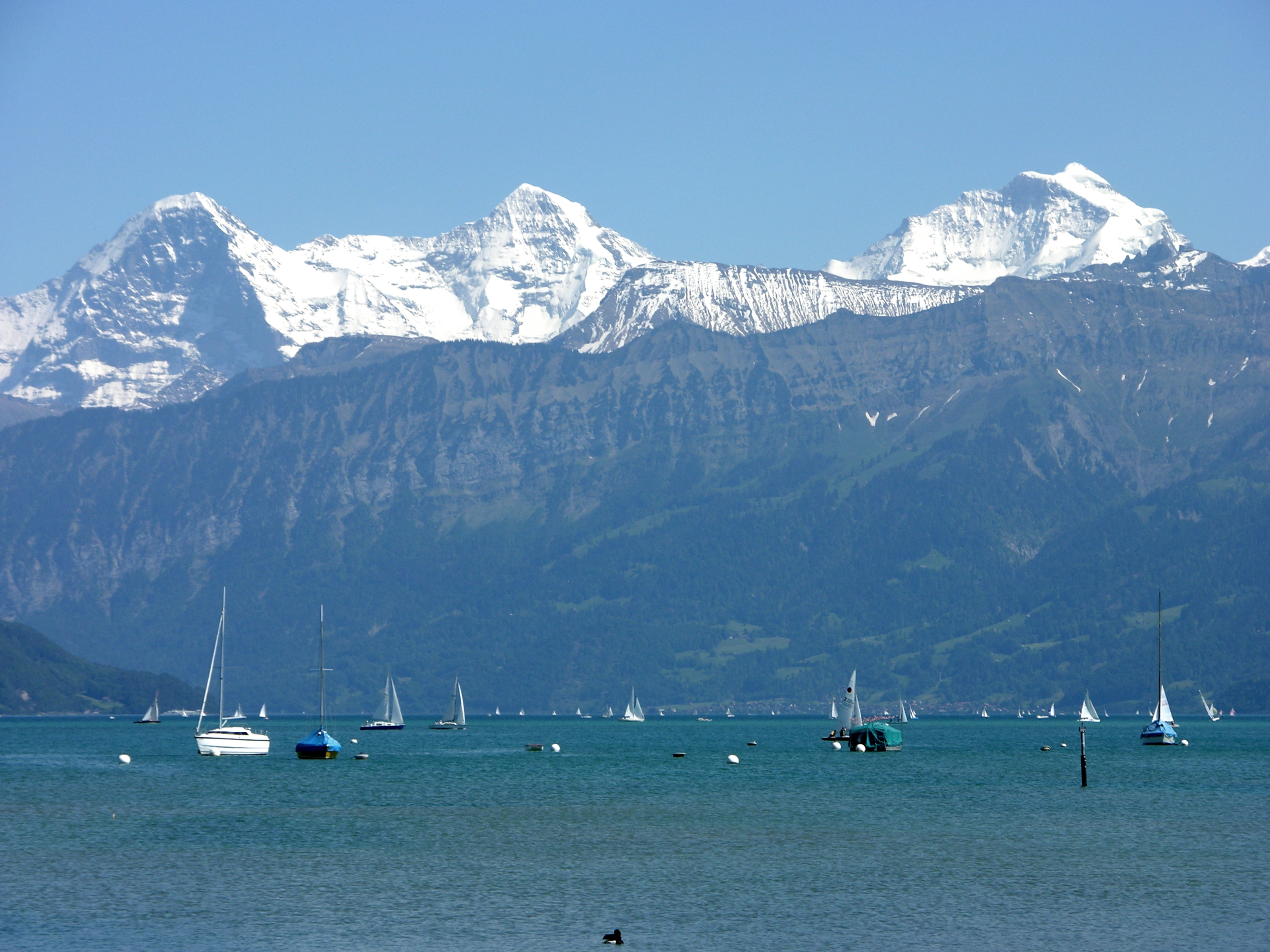
جبال الألب الشمالية الغربية: ايجر، مونش، يونغفراو
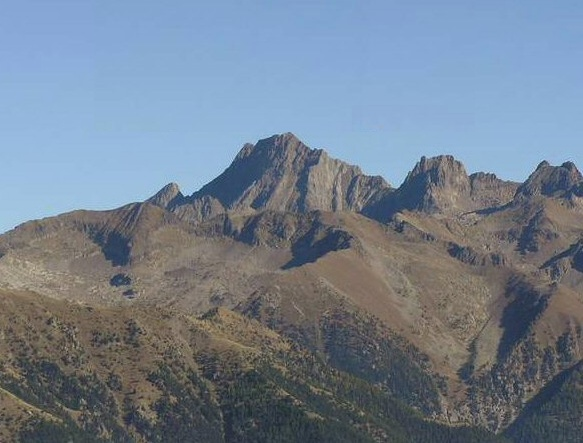
جبال الألب الجنوبية الغربية: مونتي أرجنتيرا

## وصلات خارجية
- الطبيعة الفنية في غرب الألب
- (بالإيطالية) صور طبيعية من الألب أزهار وأشجار.
- مشاهد بانورامية 360 درجة
- زيارة افتراضية إلى غرب الألب وبانوراما 360 درجة
- أكثر من 2000 صورة لنشاطات ترفيهية في الألب
- صور الألب الإيطالي - «سانتا كاتارينا»
- (بالإنجليزية) صور الألب السويسري (فاليه)
- اكتشف الحياة البرية في الألب خلال 60 صورة نموذجية